# Courtney Barnett
Courtney Melba Barnett  (Sídney, 3 de noviembre de 1987) es una cantante, compositora y música australiana de rock, que atrajo la atención del público y la crítica musical a finales de 2013, cuando publicó The Double EP: A Sea of Split Peas, y por su puesta en escena en festival de CMJ, en Nueva York, que la consagró como una artista revelación excepcional, de acuerdo con varias publicaciones.
Su álbum debut, Sometimes I Sit and Think, and Sometimes I Just Sit, salió en marzo de 2015; aclamado por la crítica internacional  y con un éxito comercial favorable, al alcanzar las primeras cinco posiciones en la lista musical de Australia, y las primeras veinte en Estados Unidos y Reino Unido, respectivamente. En 2015, Barnett ganó los reconocimientos artista revelación y mejor artista femenina en los Aria Awards, y en 2016, fue candidata al mejor artista nuevo en los Grammy y solista femenina internacional en los Brit Awards.

## Primeros años
Nacida en Sídney y criada en Mona Vale, un suburbio situado al norte de la misma ciudad australiana. Recibió su segundo nombre, Melba, de la cantante de ópera australiana Nellie Melba. Segunda y última hija de una exbailarina de danza clásica y un diseñador gráfico. A partir de los diez años, hizo balé, jugó al tenis y empezó a tocar la guitarra, principalmente influida por Jimi Hendrix, Kurt Cobain y el tema «Smoke on the Water» de la banda británica Deep Purple. Recuerda que comenzó a componer canciones alrededor de los doce años, que eran inspiradas en los libros que leía. Cuenta que en su infancia le aterraba cantar frente a las personas, y que fue como a dos clases de canto en la secundaria, pero por sus nervios no asistió más. Superó su miedo escénico cuando tenía entre dieciocho y diecinueve años.
A los dieciséis años se mudó con su familia a la localidad de Hobart en Tasmania, donde culminó la secundaria. Asimismo, estudió fotografía artística en la Universidad de Tasmania, pero tras dos años de estudio abandonó la universidad, y los veinte años decidió dedicarse a hacer música, por lo que se trasladó a Melbourne.

## Carrera musical

### Comienzos ySometimes I Sit and Think, and Sometimes I Just Sit

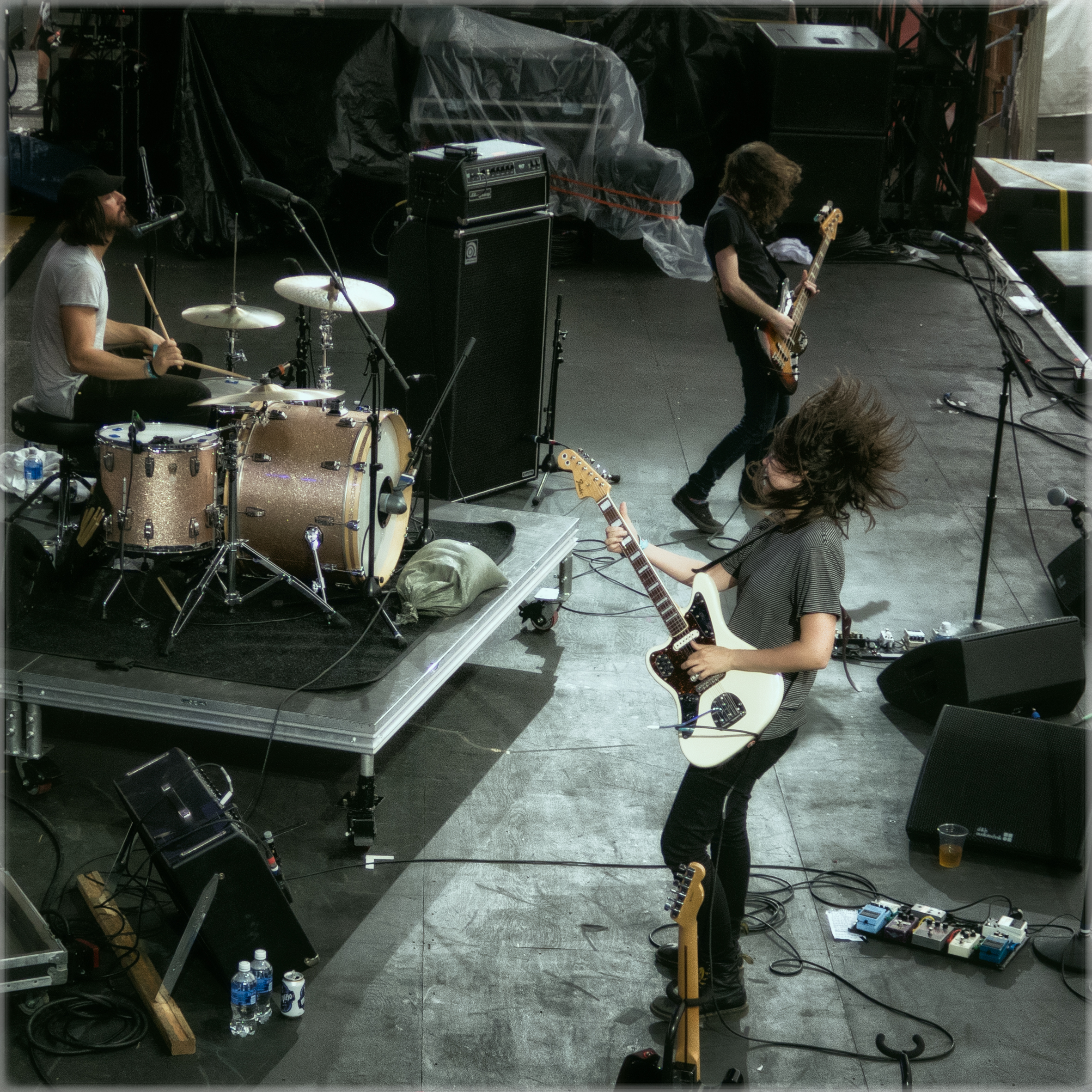
Courtney Barnett en 2015

En Melbourne, Barnett participó como guitarrista en una banda de garage llamada Rapid Transit desde 2010 hasta 2011, y posteriormente desde 2011 a 2013, también integró Immigrant Union, una banda musical de psicodélica fundada por Brent DeBoer, de The Dandy Warhols, y Bob Harrow. En paralelo a sus actividades musicales, Barnett trabajó en una zapatería y como camarera en un bar, en el que ella y sus amigos solían tocar.
En 2012, tras obtener un préstamo de su abuela materna, Barnett fundó un sello discográfico independiente llamado Milk! Records, por el cual lanzó su primer EP I’ve Got a Friend Called Emily Ferris, que combinó con su segundo EP, How to Carve a Carrot into a Rose (2013) y los relanzó como The Double EP: A Sea of Split Peas en octubre de 2013. Gracias a su EP doble obtuvo el reconocimiento de la crítica internacional, y también por su presentación en el maratón de música de CMJ que se llevó a cabo a mediados de octubre de 2013 en Nueva York. Su primer tema significativo en Internet fue «Avant Gardener», una canción de música psicodélica, cuyo videoclip causó sensación y recibió más de 2.5 millones de reproducciones en YouTube. Sus canciones «Lance Jr» y «History Eraser» también la convirtieron en una de las artistas favoritas de los críticos de música profesionales y del público. El último tema de estos estuvo nominado a canción del año en los APRA Music Awards de 2013. Después de que Barnett firmó un acuerdo de licencia con el sello independiente Mom + Pop y obtuvo la firma de Marathon Artists a través de una empresa conjunta entre su editor House Anxiety y su propia discográfica Milk! Records, lanzó The Double EP: A Sea of Split Peas en las tiendas musicales de Estados Unidos en 2014. En febrero de 2014, estuvo embarcada en una pequeña gira musical por Estados Unidos, y a mediados de abril, hizo su debut en la televisión estadounidense en The Tonight Show con Jimmy Fallon con «Avant Gardener», y también llevó a cabo una presentación en el festival de Coachella en California.
En el primer semestre de 2015, Barnett llevó a cabo una serie de conciertos por Reino Unido y otros países de Europa, Estados Unidos y Australia, en apoyo a su álbum debut, Sometimes I Sit and Think, and Sometimes I Just Sit, que salió a los mercados musicales de australianos el 20 de marzo de 2015, anunciado a principios de 2015 con el lanzamiento del primer sencillo «Pedestrian at Best». El disco tuvo éxito comercial en Australia, donde entró en la número 4 de la lista de álbumes y consiguió la certificación de oro por sus ventas. Asimismo en Reino Unido ingresó en el puesto 16 del ranking de álbumes británico y en los Estados Unidos obtuvo la número 1 en las listas de álbumes de folk, rock alternativo, rock y de música independiente, y se situó en la 20 de la lista general Billboard 200, respectivamente. Asimismo, Sometimes I Sit and Think, and Sometimes I Just Sit recibió elogios por parte de los críticos especializados, de acuerdo con las revisiones compiladas por Metacritic. con una calificación de cuatro estrellas de cinco, Lanre Bakare de The Guardian, escribió que Barnett creó un álbum «gracioso», «cruel» e «inteligente», y que la establece «como una voz que puede caminar entre la cultura popular y la cultura de elite y darles el mismo trato», y James Reed, de Boston Globe, comentó que «una crisis existencial nunca ha sonado tan divertida como lo hacen las canciones de Barnett».
En los ARIA Music Awards de 2015, Barnett ganó los galardones artista revelación, mejor artista femenina, mejor portada artística y mejor lanzamiento independiente por Sometimes I Sit and Think, and Sometimes I Just Sit. Además, fue candidata a los premios álbum del año, mejor álbum de rock por Sometimes I Sit and Think, and Sometimes I Just Sit y mejor vídeo por «Pedestrian at Best», respectivamente. Por otro lado, para los Grammy de 2016 recibió una nominación a la mejor artista nuevo, y al galardón solista femenina internacional en los Brit Awards de 2016. El 21 de mayo de 2016, Barnett fue la invitada musical en el final de temporada de la temporada número 41 de.Saturday Night Live, conducido por Fred Armisen, y el 27 del mismo mes, realizó una presentación en The Tonight Show Starring Jimmy Fallon.
A mediados de 2017, Barnett lanzó un disco de estudio, con la colaboración del músico estadounidense, Kurt Vile. El título del mismo es  Lotta Sea Lice y se publicó el 13 de octubre del mismo año.

## Banda

### Miembros actuales
- Courtney Barnett: vocalista y guitarra
- Andrew «Bones» Sloane: bajista [31]
- Dave Mudie:baterista [31]

### Miembros anteriores
- Dan Luscombe: guitarrista [17]

## Vida privada
En su adolescencia mantuvo discreta su homosexualidad por miedo a ser rechazada, pero tras revelarlo, fue aceptada por su familia y amigos más cercanos. Un año antes de graduarse en la secundaria, conoció a su primera novia. En 2011, comenzó una relación con la cantante y compositora Jen Cloher, con quien vive en Melbourne. Junto a Cloher dirige su sello discográfico Milk! Records.

## Discografía

### Álbumes de estudio
| Título                                              | Detalles | Posiciones en las lista de charts | Posiciones en las lista de charts | Posiciones en las lista de charts | Posiciones en las lista de charts | Posiciones en las lista de charts | Posiciones en las lista de charts | Posiciones en las lista de charts | Posiciones en las lista de charts | Posiciones en las lista de charts | Certificaciones |
| Título                                              | Detalles | AUS                               | BEL (FL)                          | GER                               | IRE                               | NLD                               | NZ                                | SWI                               | UK                                | US                                | Certificaciones |
| --------------------------------------------------- | --- | --------------------------------- | --------------------------------- | --------------------------------- | --------------------------------- | --------------------------------- | --------------------------------- | --------------------------------- | --------------------------------- | --------------------------------- | --------------- |
| Sometimes I Sit and Think, and Sometimes I Just Sit | - Lanzamiento: 20 de marzo de 2015 - Sellos: Milk!, Marathon Artists, House Anxiety, Mom + Pop - Formatos: 12", CD, casete, descarga digital | 4                                 | 55                                | 73                                | 28                                | 26                                | 19                                | 66                                | 16                                | 20                                | - ARIA: Gold    |
| Tell Me How You Really Feel                         | - Lanzamiento: 18 de mayo de 2018 - Sellos: Milk!, Marathon Artists - Formatos: 12" vinyl, CD, digital download                              | 2                                 | 20                                | 24                                | 36                                | 29                                | 10                                | 19                                | 9                                 | 22                                |                 |
| Things Take Time, Take Time                         | - Lanzamiento: 12 de noviembre de 2021 - Sellos: Milk!, Marathon Artists - Formatos: 12" vinyl, CD, digital download                         | -                                 | -                                 | -                                 | -                                 | -                                 | -                                 | -                                 | -                                 | -                                 |                 |

### Discos en colaboración
| Título                         | Detalles | Posiciones en las lista de charts | Posiciones en las lista de charts | Posiciones en las lista de charts | Posiciones en las lista de charts | Posiciones en las lista de charts | Posiciones en las lista de charts | Posiciones en las lista de charts | Posiciones en las lista de charts |
| Título                         | Detalles | AUS                               | BEL (FL)                          | IRE                               | NLD                               | NZ                                | SWI                               | UK                                | US                                |
| ------------------------------ | --- | --------------------------------- | --------------------------------- | --------------------------------- | --------------------------------- | --------------------------------- | --------------------------------- | --------------------------------- | --------------------------------- |
| Lotta Sea Lice (con Kurt Vile) | - Lanzamiento: 13 de octubre de 2017 - Sello: Matador, Milk!, Marathon Artists - Formatos: 12" vinyl, CD, digital download | 5                                 | 26                                | 36                                | 27                                | 12                                | 35                                | 11                                | 51                                |

### EPs
| Título                                | Detalles |
| I've Got a Friend Called Emily Ferris | - Publicación: 2011 - Formato: CD, descarga digital - Sello: Milk! Records                                                           |
| How to Carve a Carrot into a Rose     | - Publicación: 2013 - Formato: CD, descarga digital - Sello: Milk! Records                                                           |
| The Double EP: A Sea of Split Peas    | - Publicación: 2013 - Formato: vinilo, CD, descarga digital - Sello: Milk! Records, Marathon Artists, House Anxiety, Mom + Pop Music |

### Discos en directo
| Título                            | Detalles |
| --------------------------------- | --- |
| MTV Unplugged (Live in Melbourne) | - Lanzamiento: 6 de diciembre de 2019 (descarga digital) y 21 de febrero de 2020 (formatos físicos) - Sello: Milk! - Formatos: CD, Vinilo, descarga digital, streaming |

## Premios y nominaciones

### ARIA Music Awards
| Año                       | Destinatario/trabajo Nominado                       | Premio                               | Resultado |
| ------------------------- | --------------------------------------------------- | ------------------------------------ | --------- |
| ARIA Music Awards of 2014 | "Avant Gardener" – Charlie Ford (director)          | Mejor video musical                  | Nominada  |
| ARIA Music Awards of 2015 | Sometimes I Sit and Think, and Sometimes I Just Sit | Mejor arte de tapa                   | Ganadora  |
| ARIA Music Awards of 2015 | Sometimes I Sit and Think, and Sometimes I Just Sit | Mejor disco independiente            | Ganadora  |
| ARIA Music Awards of 2015 | Sometimes I Sit and Think, and Sometimes I Just Sit | Álbum del año                        | Nominada  |
| ARIA Music Awards of 2015 | Sometimes I Sit and Think, and Sometimes I Just Sit | Mejor álbum de rock                  | Nominada  |
| ARIA Music Awards of 2015 | Courtney Barnett                                    | Artista revelación                   | Ganadora  |
| ARIA Music Awards of 2015 | Courtney Barnett                                    | Mejor artista femenina               | Ganadora  |
| ARIA Music Awards of 2015 | Courtney Barnett                                    | Mejor Actuación en Vivo de Australia | Nominada  |
| ARIA Music Awards of 2015 | "Pedestrian at Best" – Charlie Ford (director)      | Best Video                           | Nominada  |

### Premios Grammy
| Año  | Destinatario/trabajo Nominado | Premio              | Resultado |
| ---- | ----------------------------- | ------------------- | --------- |
| 2016 | Courtney Barnett              | Mejor artista nueva | Nominada  |

### Premios Brit
| Año  | Destinatario/trabajo Nominado | Premio                                               | Resultado |
| ---- | ----------------------------- | ---------------------------------------------------- | --------- |
| 2016 | Courtney Barnett              | Brit Award Internacional a la mejor solista femenina | Nominada  |